# Conus auratinus
Conus auratinus é uma espécie de gastrópode do gênero Conus, pertencente à família Conidae.